# So Far So Good
So Far So Good es el título del álbum compilatorio de grandes éxitos grabado por el cantautor y músico canadiense de rock Bryan Adams, Fue lanzado al mercado por la empresa discográfica A&M Records el 2 de noviembre de 1993. El álbum alcanzó el sexto puesto en el Billboard 200 chart en 1993.
El álbum contiene éxitos de discos como Cuts Like a Knife (1983) y Waking Up the Neighbours (1991), y un nuevo sencillo, "Please Forgive Me". La única canción que nunca había sido lanzada como sencillo es "Kids Wanna Rock", del álbum Reckless (1984).
Originalmente la canción "So Far So Good" iba a ser incluida en el álbum de tal manera que comenzara y concluyera con una nueva canción, pero finalmente fue eliminada. La canción fue incluida en el Disco 2 del álbum Anthology.

## Lista de canciones
| N.º | Título                              | Escritor(es)           | Duración |  |
| 1.  | «Summer of '69»                     | Adams, Vallance        | 3:38     |  |
| 2.  | «Straight From The Heart»           | Adams, Vallance, Kagna | 3:33     |  |
| 3.  | «It's Only Love»                    | Adams, Vallance        | 3:18     |  |
| 4.  | «Can't Stop This Thing We Started»  | Adams, Lange           | 4:33     |  |
| 5.  | «Do I Have to Say the Words?»       | Adams, Vallance, Lange | 6:15     |  |
| 6.  | «This Time»                         | Adams, Vallance        | 3:21     |  |
| 7.  | «Run To You»                        | Adams, Vallance        | 3:57     |  |
| 8.  | «Heaven»                            | Adams, Vallance        | 4:07     |  |
| 9.  | «Cuts Like a Knife»                 | Adams, Vallance        | 5:19     |  |
| 10. | «(Everything I Do) I Do It for You» | Adams, Lange, Kamen    | 6:38     |  |
| 11. | «Somebody»                          | Adams, Vallance        | 4:47     |  |
| 12. | «Kids Wanna Rock»                   | Adams, Vallance        | 2:40     |  |
| 13. | «Heat Of The Night»                 | Adams, Vallance        | 5:10     |  |
| 14. | «Please Forgive Me»                 | Adams, Lange           | 5:55     |  |

## Posicionamiento
| Año  | Listas                       | Posición |
| ---- | ---------------------------- | -------- |
| 1993 | Australian ARIA Albums Chart | 1        |
| 1993 | Sweden                       | 1        |